# إثيل تورنر
إثيل تورنر (بالإنجليزية: Ethel Turner) (24 يناير 1872، دونكاستر في المملكة المتحدة - 8 أبريل 1958، سيدني في أستراليا)؛ كاتِبة مُتخصِّصة في أدب الأطفال، شاعرة وروائية بريطانية-أرجنتينية.

## روابط خارجية
- إثيل تورنر على موقع IMDb (الإنجليزية)
- إثيل تورنر على موقع الموسوعة البريطانية (الإنجليزية)